# Ušara
Ušara, sova ušara ili sovuljaga buljina (lat. Bubo bubo) najveća je noćna vrsta iz porodice sova.

## Opis
Sova ušara je najveća sova u Europi i na zapadnom paleoarktiku. Velika je poput domaće guske. Samo jedna vrsta sove je veća od nje (lat. Bubo blakistoni) i samo jedna vrsta sove je teža od nje (laponska sova). Duljina tijela varira od 59 do 73 cm, raširenih krila duga je od 160 do 190 cm, a teška je 2-4 kg. Nešto je manja nego suri orao, ali veća od snježne sove. Ima velike pernate "uši" na vrhu glave, koje nemaju nikakve veze s pravim ušima. Mužjaci i ženke ne mogu se razlikovati po vanjštini, jer su iste boje i veličine. Razlikuju se po "ušima", koje su kod ženke silaznog oblika. Perje je smeđe boje, a oči su narančaste boje. 

## Način života
Sova ušara lovi noću, od sumraka do zore. Let je bešuman, s mekim zamasima krila, kada leti na velike udaljenosti. Imaju različite tehnike lova. Mogu uhvatiti svoj plijen na tlu te u punom letu. Također može loviti u šumi, ali više voli otvorene prostore. Može živjeti više od 60 godina u zatočeništvu, a u divljini do oko 20 godina. Uglavnom strada od dalekovoda, prometa i lova.
Ne gradi gnijezda, već koristi udubine i pukotine stijena, gnijezda drugih ptica, praznine među korijenjem velikih stabala pri tlu i duplje. Parovi su monogamni i uglavnom doživotni, stoga, jednom kada uspostave teritorij, trajno ostaju na njemu.

## Prehrana
U različitim područjima kao plijen lovi različite životinje kao što su: štakori, miševi, zečevi. Jede i strvine tih vrsta, kao i mlade i odrasle lisice, kune te kukce, pa čak i ribe. Pogotovo voli jesti ježeve i zmije i ne boji se poskoka. 

## Stanište
Obitava na velikim prostranstvima Europe i Azije, ali ne na sjeveru, gdje su ekstremne hladnoće. Voli stare listopadne i crnogorične šume, stepe, polupustinje, mokre i suhe ravnice i kamenjare.
Ušara je u Hrvatskoj neposredno ugrožena elektrokucijom (strujnim udarom) na električnim vodovima, krivolovom, namjernim ili slučajnim trovanjem i stradavanjem od elisa vjetroelektrana. Posredno je ugrožava i smanjivanje njenih staništa, a prijetnju su i uznemiravanje na gnjezdilištima zbog rekreativnih aktivnosti građana.

## Vanjske poveznice
|  | Zajednički poslužitelj ima stranicu o temi Bubo bubo    |
|  | Zajednički poslužitelj ima još gradiva o temi Bubo bubo |
|  | Wikivrste imaju podatke o taksonu Bubo bubo             |